# Normanby (rzeka)
Normanby – rzeka w Australii, w północnej części stanu Queensland. Ma 292 km długości. Wypływa na południowy zachód od Cooktown, na wschód od Wielkich Gór Wododziałowych, płynie w kierunku północnym przez obszar upraw owoców i hodowli bydła. Uchodzi do Zatoki Księżniczki Charlotty Morza Koralowego przez lasy namorzynowe i obszary podmokłe podlegające przypływom. Została nazwana we wrześniu 1872 roku przez Williama Hanna, badacza i hodowcę bydła, prawdopodobnie na cześć George'a Phippsa, drugiego markiza Normanby, gubernatora Queenslandu w latach 1871-74. Rdzenni mieszkańcy zachodniego wybrzeża rzeki posługiwali się wymarłym dialektem Gugu Warra.